# Hexatoma novella
Hexatoma novella är en tvåvingeart som beskrevs av Alexander 1937. Hexatoma novella ingår i släktet Hexatoma och familjen småharkrankar. Inga underarter finns listade i Catalogue of Life.